# 東京都道421号東品川下丸子線

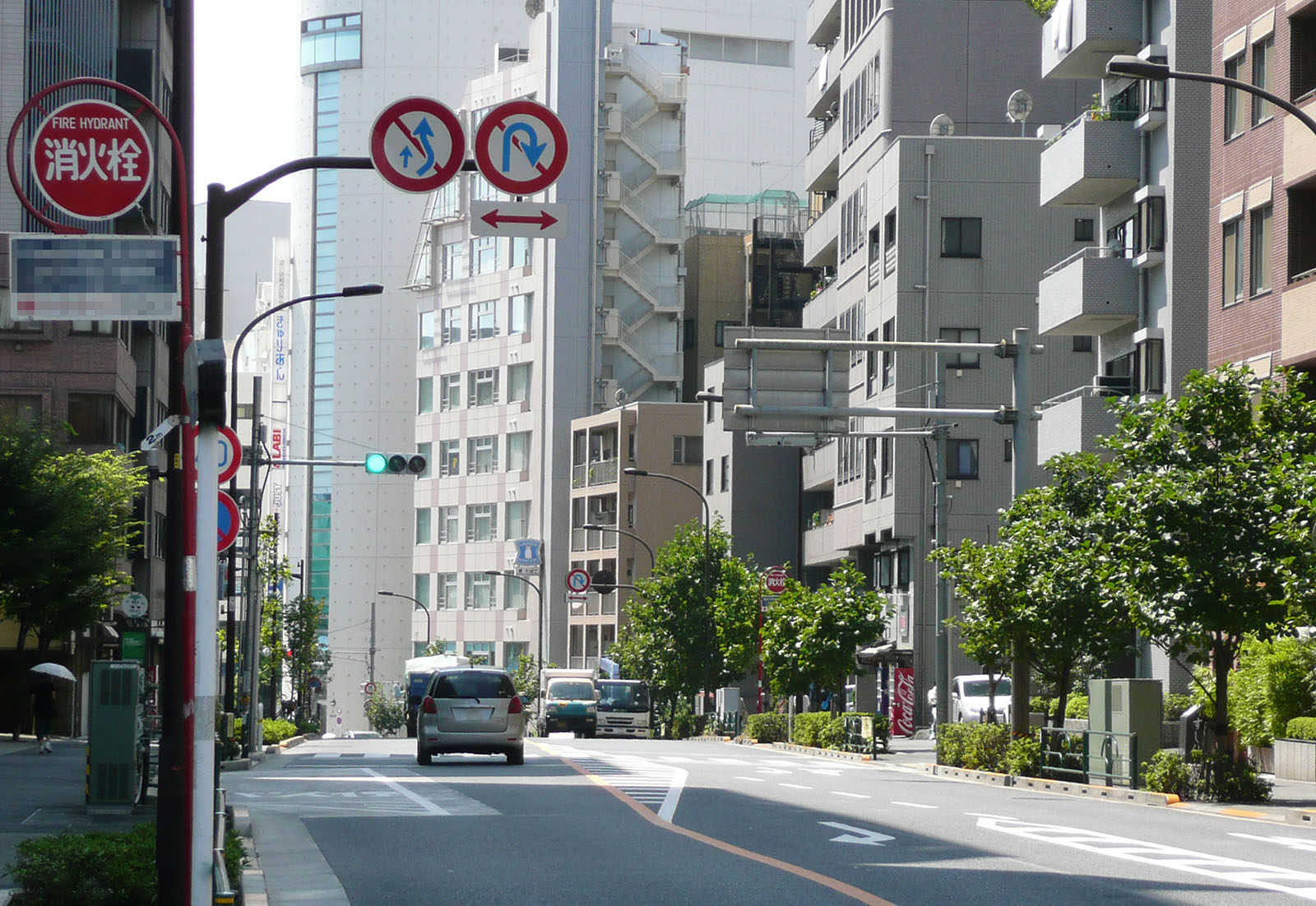
東京都道421号（品川区東大井五丁目付近、2011年8月）

東京都道421号東品川下丸子線（とうきょうとどう421ごう ひがししながわしもまるこせん）は、東京都品川区東品川四丁目から大田区千鳥三丁目までの全長約6.4kmの特例都道である。通称池上通り（いけがみどおり）、大森周辺では柳本通りとも呼ばれる。

## 概要
- 起点 - 東京都品川区東品川四丁目 技術専門校交差点（東京都道316号日本橋芝浦大森線接点）
- 終点 - 東京都大田区千鳥三丁目　千鳥三丁目交差点（東京都道311号環状八号線交点）
- 総延長：6.4 km

## 通過する自治体
- 東京都
  - 品川区
  - 大田区

## 交差・接続している道路
- 東京都道316号日本橋芝浦大森線 - 大井埠頭方面 品川区東品川四丁目の高架橋上
- 国道357号 - 北埠頭橋交差点
- 第一京浜 - 青物横丁交差点
- 東京都道420号鮫洲大山線 - 仙台坂上交差点
- 環七通り - 春日橋交差点
- 大森田無線（田無街道, 臼田坂通り, 旧東京府道56号線）- 大田文化の森交差点
- 第二京浜 - 千鳥一丁目交差点
  - 東（千鳥三丁目交差点）に進行すると、東急池上線の線路で途切れる（踏切等はなし）。
- 東京都道311号環状八号線 - 千鳥三丁目交差点
- 多摩堤通 - 下丸子方面 千鳥三丁目交差点

## 沿線周辺
- 品川シーサイド駅
- 品川シーサイドフォレスト
- 東京都立八潮高等学校
- 青物横丁駅
- 大井町駅
- 品川郵便局
- 警視庁大井警察署
- 東急バス大森操車所
- 大森貝塚
- 大森駅
- カドヤグループ
- ダイシン百貨店
- 大森郵便局
- 大田文化の森
- 大森赤十字病院
- 東急バス池上営業所
- 大森税務署
- 池上本門寺
10月12日のお会式では池上通りも一部区間交通規制が行われ、路線バス含め区間内通行禁止となる。
- 池上駅
- オオゼキ池上店
- 千鳥町駅

## その他
現在の池上通りは、1937年（昭和12年）からの新道であり、北に平行している道が旧池上通である。この古道は平間街道とも呼ばれ、古東海道であった。